# Камбвірі
Камбві́рі (англ. Kambwiri) — традиційна громада у складі дистрикту Саліма Центрального регіону Малаві.
Населення — 41701 особа (2018).